# Mona meridensis
Mona meridensis är en källörtsväxtart som först beskrevs av Hans Christian Friedrich, och fick sitt nu gällande namn av O. Nilsson. Mona meridensis ingår som enda art i släktet Mona och familjen källörtsväxter. Inga underarter finns listade i Catalogue of Life.